# 아무르불곰
아무르불곰(학명: Ursus arctos lasiotus) 또는 아무르큰곰, 우수리큰곰, 우수리불곰, 에조큰곰, 에조불곰 또는 검은회색곰은 러시아 극동, 사할린, 중국 북동부, 한반도 북부 그리고 일본 홋카이도 등에 분포하는 불곰의 아종 또는 유라시아큰곰에 속하는 개체이다. 가장 큰 곰 중 하나로 아주 큰 아무르불곰은 코디악곰의 크기와 맞먹는다.

## 특징
캄차카큰곰과 매우 비슷한데 캄차카큰곰보다 두개골이 더 가늘고 긴 대신 이마가 덜 높고 코뼈가 약간 더 길며 광대뼈가 덜 분리되어 있다. 그리고 색깔이 약간 더 어두우며 몇몇 개체는 완전히 검은색을 하고 있어 검은색 개체는 혹시 불곰과 반달가슴곰의 혼혈이 아닌가 하는 추측이 있었지만 현재는 논박되었다. 성체 수컷의 두개골 길이는 38.7cm(15.2인치)이고 폭은 23.5cm(9.3인치)이다. 가끔 캄차카큰곰의 크기보다 더 크게 자라기도 한다. 가장 큰 두개골은 1931년에 세르게이 오그뉴에 의해 측정되었는데 그 당시 기록으로는 불곰 중에서 가장 큰 종인 코디악곰보다 아주 약간 작았다고 한다.

## 행동방식과 활동
시레토코반도에서 반야(Banya)라고 불리는 지역엔 새끼를 데리고 있는 많은 암컷 곰들이 종종 어부들에게 접근해 사람들 근처에서 시간을 보낸다고 한다. 이 독특한 행동방식은 반세기보다 훨씬 전에 처음으로 기록되었고 사상자나 사고 사례는 기록된 바 없다. 공격적인 성체 수컷과의 조우를 피하기 위해 암컷이 새끼를 데리고 어부들에게 접근했기 때문으로 추측된다.

### 식습관
비록 아무르불곰의 식성은 주로 채식일지라도 어떤 사냥감이든지 죽일 수 있어 가장 큰 포식자가 되기도 한다. 러시아 시호테알린산맥의 아무르불곰들 굴은 대부분 언덕 안으로 파고 들어가 만든 것이기는 하지만 드물게 굴이 암석 노출지에 있거나 땅에 보금자리를 만드는 경우도 있다고 한다. 이 불곰들은 드물게 우수리흑곰과 조우하기 때문에 그들 굴은 우수리흑곰보다 더 높은 고도에 만들거나 가파르거나 비탈진 곳에 있다. 그들은 드물게 그들의 작은 검은색 친척들을 공격할 수도 있다.
사할린 중부에 사는 불곰들은 봄에 작년의 붉은 월귤나무 열매와 개미, 표류물을 먹고 계절이 끝날 때 그들은 큰 풀의 싹과 뿌리 줄기에 집중한다. 사할린 섬 남부에 사는 불곰들은 주로 표류물을 먹고 더해 곤충들과 단풍나무 잔가지도 먹는다. 시호테알린산맥에 사는 불곰들은 봄철에 도토리, 가래나무 열매들과 잣나무 씨앗을 먹는다. 월귤나무 열매와 견과류들이 부족해질 때엔 목초지 개미와 유충, 백합 뿌리를 먹는다. 초여름엔 전나무 껍질을 벗겨 형성층과 수액을 먹는다. 그들은 또한 인동, 주목나무, 왕머루와 갈매나무 열매도 먹는다. 사할린 남부에 사는 불곰들의 여름철 식습관은 건포도와 아로니아속으로 구성된다. 섬 중부에 사는 불곰들의 8월에는 그들 식생활의 28%가 물고기로 구성된다.
일본 홋카이도에 사는 불곰들의 식생활엔 크고 작은 포유류, 물고기, 새들과 개미와 같은 곤충들이 포함된다. 최근엔 크기와 체중이 400kg 또는 450kg를 넘어 550kg에 달하고 있으며 농작물을 섭취한 후 커지고 있는 것으로 보인다.

### 호랑이와의 상호작용
아무르불곰은 가끔 시베리아호랑이에 의해 잡아먹히는 경우가 있고 호랑이 먹이의 대략 1%를 차지한다.(그리고 매우 특별한 경우로 반달가슴곰과 함께 18.5%까지 올라간다.) 시베리아 호랑이가 아무르불곰을 사냥할 때 호랑이는 규칙적으로 새끼곰을 겨냥하지만 성체 암컷 아무르불곰 또한 호랑이에게 끌려간다. 시베리아호랑이는 일반적으로 겨울에 곰의 동면장소에서 불곰을 공격한다. 큰곰의 습성이 더 개활한 지역에 살고 나무를 잘 타지 못하기 때문에 큰곰은 일반적으로 더 작은 반달가슴곰보다 더 자주 호랑이로부터 공격을 받는다. 곰을 사냥할 때 호랑이들은 스스로 바위나 쓰러진 나무의 바람 그늘 쪽에 위치해 곰이 지나가길 기다린다. 곰이 지나갈 때 호랑이는 위를 보는 자세로부터 튀어올라 앞발 하나로 뺨 아래로부터 곰을 붙잡고 다른 하나로 목을 잡는다. 움직이지 못하는 곰은 척추가 물려서 그 때 죽임을 당하게 된다. 곰을 죽인 후 호랑이는 곰의 등, 다리와 사타구니와 같이 지방이 축적된 부위를 먹는데 집중한다. 호랑이는 유제류의 개체 수가 감소할 때 곰을 공격하는 경향이 있다. 1944~1959년까지 극동 러시아에서 호랑이가 곰을 공격한 사례가 32건 이상 기록되었다. 같은 시기에 불곰이 암컷과 어린 호랑이들을 죽인 사례가 4건이 조사되었는데 양 분쟁은 식성을 넘어선 자기 방어이다. 게픈터(Gepnter) 등은 1972년에 곰은 일반적으로 호랑이를 두려워하며 호랑이의 발자국과 우연히 마주친 후에 그들의 진로를 바꾼다고 말했다. 1970~1973년 겨울에 유다코프(Yudakov)와 니콜라예프(Nikolaev)는 불곰이 호랑이를 두려워하지 않는 1건의 사례와 불곰이 호랑이의 경로를 교차해서 진로를 바꾸는 다른 사례들을 기록했다. 큰 불곰은 호랑이가 스스로 곰을 사냥하고 추적하는 게 아마도 쉽지 않을 것이라는 생각에 의해 아마도 호랑이의 존재로부터 사실상의 이점이 있을 것이다. 시호테알린보호구역에서 실시한 원격 조사법 연구 동안 두 포식자들 간의 직접적인 대립이 총 44건이 관찰되었는데 곰이 희생된 것은 22건이었고 호랑이가 희생된 건 12건이었다고 한다.

## 다양성과 지위
아무르불곰은 러시아의 우수리 지방, 사할린, 아무르주, 샨타르스키예 제도, 이투루프섬과 중국 북동부, 한반도, 일본 홋카이도와 쿠나시르섬에서 발견되었다. 13세기까지 라페루즈 해협을 건너 일본의 레분섬과 리시리섬에 도착해 서식했다고 한다. 마지막 빙하기 동안은 혼슈에서도 또한 존재했으나 아마도 반달가슴곰과의 경쟁에서 밀려났거나 기후 변화로 인한 서식지 감소로 인해 멸종으로 치달았다. 최소 300만년 동안 각기 다른 시점에 혼슈를 거쳐 홋카이도에 도착한 뚜렷하게 구분되는 3개의 유전 그룹이 있다.
한반도에 서식하는 곰은 크게 2종류로 하나는 반달가슴곰이고 다른 하나는 불곰이었다. 이 중 전자를 '곰'이라 했으며 후자는 '큰곰'이라고 했다. 반달가슴곰은 고대부터 백두대간에 속하는 지리산, 설악산 등에서 흔하게 서식했던 종이었지만 불곰은 대한민국에서 살았다는 기록은 논란이 있고 조선민주주의인민공화국 등 북부 지역에서 살았던 기록은 확실하게 나오고 있다. 한반도에서 서식한 불곰 역시 이 종이었다. 또한 조선민주주의인민공화국에서만 여전히 소수의 아무르불곰이 존재하며 이 곰들은 조선민주주의인민공화국 정부에 의해 천연기념물로 지정되었다. 북한에서 큰곰이 서식하는 지역으로 유명한 곳은 크게 2곳인데 하나는 자강도, 량강도 일대에 위치한 개마고원이고 다른 하나는 함경북도에 위치한 함경산맥이다. 개마고원에 서식하는 큰곰은 자강도 룡림군의 이름을 따서 룡림큰곰이라고 부르며 북한에서는 천연기념물 124호로 지정해 보호하고 있다. 함경산맥에 서식하는 큰곰은 산맥에 딸린 봉우리 중 하나인 관모봉의 이름을 따서 관모봉큰곰이라고 부르며 북한에서는 천연기념물 330호로 지정해 보호하고 있다. 북한에 서식하는 모든 불곰들은 대부분 산맥의 봉우리 주변에서 발견되었다. 그들의 평균적인 크기는 인재백산 남쪽에서 발견된 룡림큰곰은 150~250kg 정도였고 인재백산 북쪽에서 발견된 개체는 평균적으로 500~600kg 정도였다.
중국에서는 헤이룽장성에 500~1,500마리 정도의 아무르불곰이 존재하며 감소종으로 분류된다. 불곰의 신체 부위가 높은 경제적 가치를 지니고 있기 때문에 불법 사냥과 포획이 곰의 개체수를 감소시키는 매우 심각한 요인이 되고 있다.
러시아에서는 아무르불곰이 경기 동물로 간주되고 있기 때문에 유라시안 큰곰만큼이나 광범위하게 사냥당하고 있지는 않다.
일본 홋카이도에서는 현재 5개의 지역에 있는 것으로 인식되었다. 이시카리시 서부 고립지에 사는 작은 종은 일본의 멸종 위기 생물 조사보고서에 멸종 위기에 처한 종으로 등재되어 있다. 서부 이시카리 지역에 90~152마리의 불곰이 서식할 것으로 생각되며 84~135마리가 테시오-마시케 산맥에 서식할 것으로 생각된다. 그들의 서식지는 인간의 활동 특히 삼림 개발과 도로 건설에 의해 심하게 제약되어 왔다. 과도한 수확 역시 그들의 개체 수를 제약하는 주된 원인이다. 2015년에 홋카이도 정부 생물부는 불곰의 개체수를 10,600마리 정도로 추산했다.

## 인간에 대한 공격
일본 홋카이도에선 20세기 초에 57년 동안 곰의 습격으로 인해 141명의 사람이 사망했고 300명의 사람들이 부상을 당했다. 1915년 12월에 산케베츠 구 산케이에서 발생한 이른바 산케베츠 불곰 사건(三毛別羆事件)은 일본 역사상 최악의 곰 습격사건으로 이 사건으로 인해 7명이 사망했고 3명이 부상을 당했다. 사건을 일으켰던 건 키 2.7m, 체중 380kg나 나가는 불곰으로 도마마에정을 2차례 공격했고 이전의 희생자들 장례식이 치러지는 동안에 첫 번째 공격을 한 후 밤에 그 지역으로 돌아왔다. 그 사건은 현대 일본의 곰 사건으로 자주 주목되며 곰은 식인을 한다는 일본인들의 인식 탓으로 믿게 되었다.
1962~2008년까지 홋카이도에선 곰에 의한 공격이 86건, 사망 사건이 33건 있었다.